# 金盆寨水库
金盆寨水库是中国湖北省黄冈市黄州区境内的一座水库，位于举水水系夫子河支流上，建于1957年。水库正常库容为800万立方米，集雨面积为10平方千米，海拔为74.3米。